# Триродийтантал
Триродийтантал — бинарное интерметаллическое неорганическое соединение
родия и тантала
с формулой Rh3Ta,
кристаллы.

## Получение
- Сплавление стехиометрических количеств чистых веществ:

{\displaystyle {\mathsf {3Rh+Ta\ {\xrightarrow {2125^{o}C}}\ Rh_{3}Ta}}}

## Физические свойства
Триродийтантал образует кристаллы
кубической сингонии,
пространственная группа P m3m,
параметры ячейки a = 0,3860 нм, Z = 1,
структура типа тримедьзолота AuCu3
.
Соединение конгруэнтно плавится при температуре ≈2125°С
и имеет область гомогенности 22÷31 ат.% тантала.
.